# كالفين بارتون
كالفين بارتون (بالإنجليزية: Calvin Barton)‏ هو مهندس مدني ومهندس وسياسي أمريكي، ولد في 1874، وتوفي في 10 مايو 1939. حزبياً، نشط في الحزب الجمهوري.